# 吉林咨议局
吉林咨议局是1909年至1912年间在吉林省设立的咨议局。

## 历史
吉林咨议局的前身是1907年初在吉林成立的吉林地方自治研究总会（简称“吉林自治会”）。1907年12月，根据清政府在各省设立咨议局的命令，吉林省自治会召开会议，选出参议员18名，并成立吉林省咨议局筹办处。1908年11月，东三省总督徐世昌、吉林巡抚陈昭常认为自治会尚不成熟，便将自治会并入咨议局筹办处，并缩小规模改为吉林府自治局。1909年4月，吉林省咨议局筹办处恢复。
1909年10月，根据清政府令，吉林省咨议局正式成立，并选出议员30名。辛亥革命后，改为吉林省临时议会。

## 议员
吉林咨议局议员共计30人：
- 议长：庆康
- 副议长：庆山、赵学臣
- 议员：姜宗义、李芳、福威、祝华如、徐穆如、穆锡侯、何印川、王玉琦、林宝兴、郭善成、张云五、赵韫蒲、梁云嶂、李云章、王叔槐、富克兴阿、善雒岳、萧钟廷、福裕、郑雨人、于源蒲、谷嘉荫、富克精阿、关毓谦、沈景佺、么瑞峰、王耀晨